# Mesen
Mesen (francouzsky Messines) je malé město v arrondissementu Ypry v belgické provincii Západní Flandry. Na ploše 3,58 km² žije přibližně 1 100 obyvatel. Mesen je nejmenší město se statusem města v Belgii a jeho partnerským městem je Featherston na Novém Zélandu.
Město leží na křižovatce silnic N314 a N365 v nadmořské výšce cca 64 m n. m.
Během první světové války proběhly v okolí města tři rozsáhlé operace, mezi nimi čtvrtá bitva u Yper. V blízkosti města se nachází památník padlých irských vojáků (Iers Vredespark), který byl v roce 2023 zařazen jako součást pohřebních a pietních míst první světové války mezi památky Světového dědictví.